# Мистакокариды
Мистакокариды (лат. Mystacocarida) — подкласс ракообразных из класса Maxillopoda. Мелкие мейобентосные организмы, обитающие в пространстве между песчинками. Известно всего 12 видов, объединяемых в два рода.

## Распространение
Распространены на побережье Северной и Южной Америки, южной части Африки и западного Средиземноморья.

## Строение
Микроскопические ракообразные, длина которых составляет 0,5—1 мм. Обладают вытянутым цилиндрическим телом, подразделяющимся на головной отдел и состоящий из 10 сегментов туловищный. Головной отдел несёт шесть пар придатков: антеннулы, антенны, мандибулы, две пары максилл и пару торакопод. Первые четыре сегмента туловища несут ещё 4 пары рудиментарных торакопод.

## Классификация
В настоящее время все виды мистакокарид объединяют в единственное семейство Derocheilocarididae, состоящее из двух родов:
- Род Ctenocheilocaris
  - Ctenocheilocaris armata
  - Ctenocheilocaris claudiae
  - Ctenocheilocaris minor
- Род Derocheilocaris
  - Derocheilocaris galvarini
  - Derocheilocaris hessleri
  - Derocheilocaris ingens
  - Derocheilocaris remanei
  - Derocheilocaris tehiyae
  - Derocheilocaris typica